# Emma Louisa Turner
Emma Louisa Turner ou E L Turner FLS, FZS, HMBOU (Langton Green, 9 de junho de 1867 - Cambridge, 13 de agosto de 1940) foi uma ornitóloga inglesa e fotógrafa pioneira de pássaros. Turner começou a fotografar aos 34 anos, após conhecer o fotógrafo da vida selvagem Richard Kearton. Ela ingressou na Royal Photographic Society (RPS) em 1901 e, em 1904, começou a dar palestras ilustradas com seus próprios slides fotográficos; em 1908, aos 41 anos, estabeleceu-se como conferencista profissional.
Turner passava parte de cada ano em Norfolk, e sua imagem de 1911 de um filhote de abetouro em Norfolk foi a primeira evidência do retorno da espécie ao Reino Unido como ave reprodutora após sua extinção local no final do século XIX. Ela também viajou muito pelo Reino Unido e pelo exterior fotografando pássaros.
Turner escreveu oito livros e muitos artigos de jornais e revistas, e sua foto de um grande mergulhão-de-crista a levou a receber a Medalha de Ouro do RPS. Ela foi uma das primeiras mulheres a ser eleita membro da Sociedade Linnaeana e a primeira mulher a ser membro honorário da União Britânica de Ornitologistas. Embora não fosse graduada, ela também foi membro honorário da Federação Britânica de Mulheres Universitárias. Ela perdeu a visão dois anos antes de sua morte.

## Primeiros anos
Emma Louisa Turner nasceu em 9 de junho de 1867 em Langton Green, Royal Tunbridge Wells, Kent, filha de John e Emma (nascida Overy) Turner. Ela foi o quarto e último filho, seguindo uma irmã, Mary, e os irmãos John e Frank. Seu pai era dono da mercearia e carpinteiro com três funcionários da loja. A família era rica o suficiente para empregar uma governanta e uma criada, e enviar Emma para um internato.
A mãe de Turner morreu em 1880, quando ela tinha 13 anos, e com a morte de sua irmã mais velha Mary em 1891, a vida de Turner parece ter sido principalmente familiar, mesmo depois que ela começou sua carreira fotográfica. Isso continuou pelo menos até a morte de seu pai, de 83 anos, em 1913. Ela também pode ter ajudado a cuidar dos filhos de seu irmão Frank entre a morte de sua primeira esposa, Annie, em 1895, e seu novo casamento, cerca de cinco anos depois.

## Hickling Broad

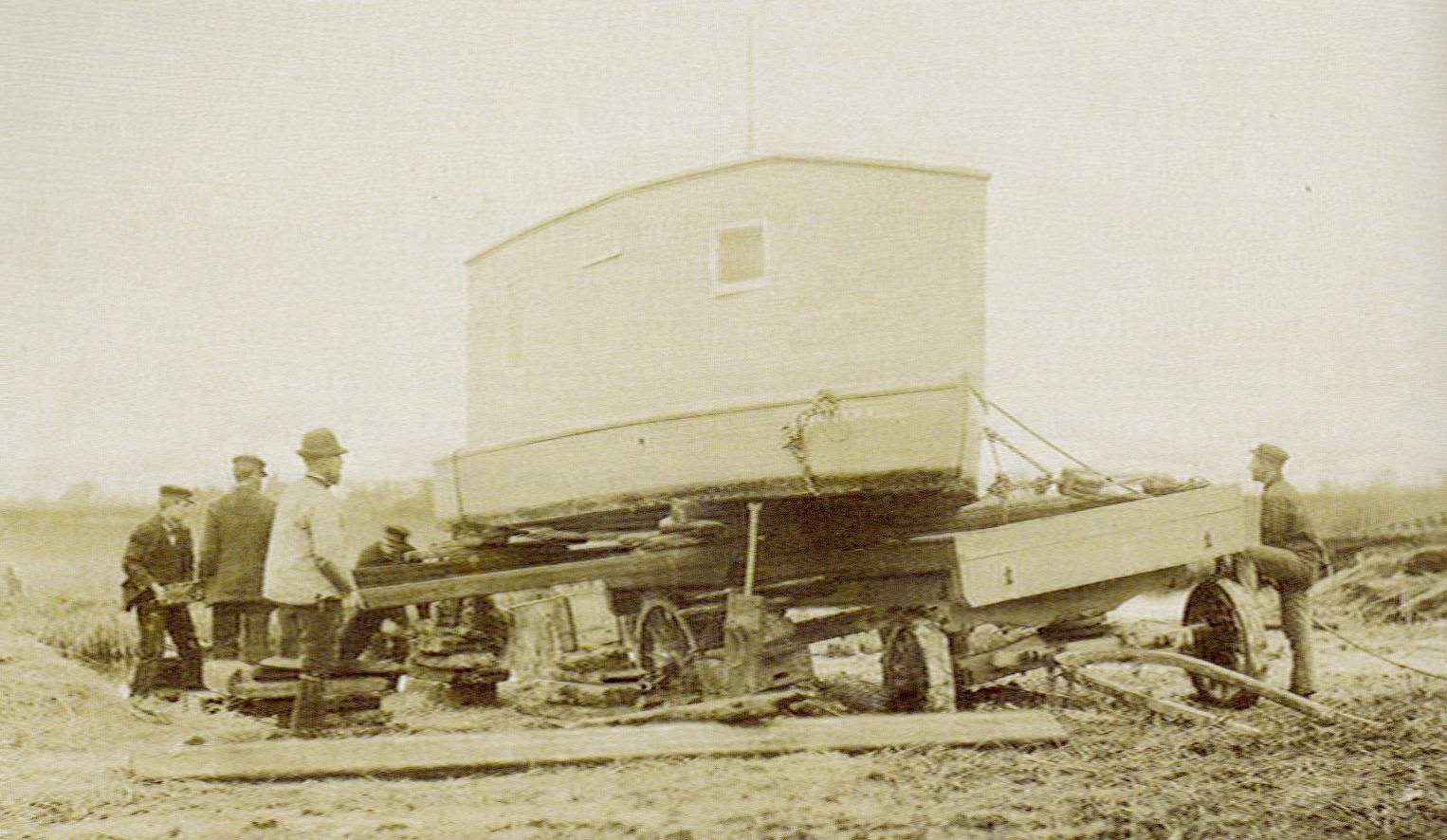
Barco-casa de Turner em trânsito, março de 1905

Turner começou a fotografar depois de conhecer o fotógrafo pioneiro da vida selvagem Richard Kearton em 1900, ingressando na Royal Photographic Society em 1901 e, em 1904, começou a dar palestras públicas ilustradas com slides de suas próprias fotografias. Em 1908 ela se estabeleceu como conferencista profissional, produzindo seu próprio material publicitário, e no censo de 1911 ela deu sua ocupação como "conferencista em ornitologia". Ela normalmente fotografava de perto de seu assunto usando equipamento de câmera de chapa seca.
Ela visitou Norfolk Broads pela primeira vez em 1901 ou 1902. Seus primeiros contatos incluíam o guarda-caça Alfred Nudd, que a levaria a locais fotográficos, e seu parente Cubit Nudd, que se tornou seu ajudante geral no local. Outro guarda-caça e caçador profissional, Jim Vincent, usou seu amplo conhecimento da área para encontrar pássaros e ninhos. O amigo de Turner, o reverendo Maurice Bird, provavelmente apresentado a Turner por Richard Kearton, manteve um diário de história natural por 50 anos e, portanto, também foi capaz de compartilhar informações com ela.
Por um quarto de século, Turner viveu e trabalhou parte de cada ano, incluindo dois invernos, em Hickling Broad em Norfolk. Ela ficou principalmente em uma casa flutuante de seu próprio projeto, que ela deu o nome do trilho de água (Rallus aquaticus), o primeiro pássaro que ela fotografou em Norfolk Broads. O barco de fundo chato foi transportado para Hickling em um bonde e lançado em março de 1905. Ela também possuía uma cabana em uma pequena ilha no sudeste de Hickling Broad, que ficou conhecida como "Ilha de Turner's". A cabana era usada como uma câmara escura fotográfica e um quarto extra quando os visitantes ficavam.

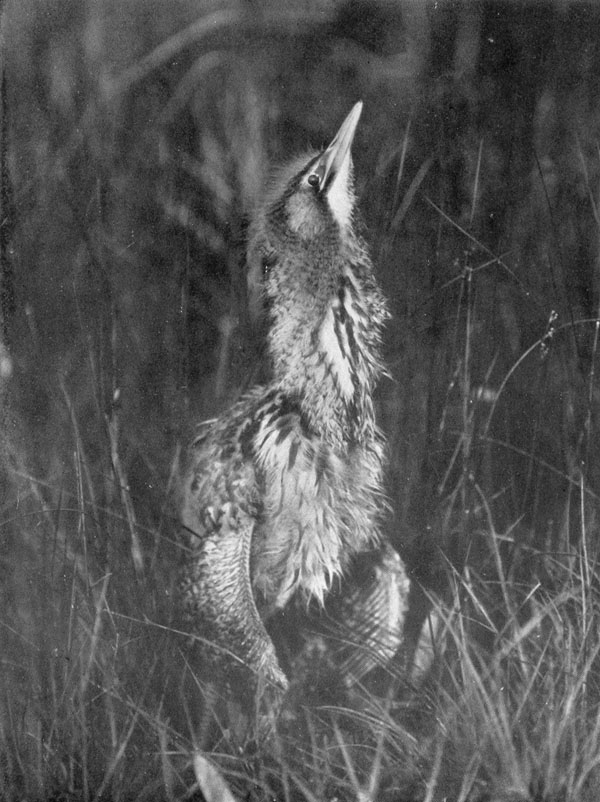
"Striking upwards", a fotografia de Turner de 1911 de um jovem abetouro, o primeiro registro da espécie se reproduzindo no Reino Unido desde 1886

Um ponto alto de sua carreira, em 1911, foi encontrar com Jim Vincent e fotografar um filhote de abetouro (Botaurus stellaris), uma espécie que não havia sido registrada como reprodutora no Reino Unido desde 1886. Suas fotos de ninho incluíam as da rara Águia-caçadeira (Circus pygargus) e os primeiros Combatentes reprodutores conhecidos (Calidris pugnax) em Norfolk desde 1890. Excepcionalmente para a época, o Whiteslea Estate, que possuía grande parte da propriedade, e para o qual Vincent trabalhou de 1909 a 1944, protegeu ativamente suas aves de rapina. Embora ambos Montagu's e a então ainda mais rara Águia-sapeira (Circus aeruginosus) tenham sido criados lá na época, nenhum deles foi mencionado em seu livro Broadland Birds.
Emma Turner foi uma pioneira na anilhagem de pássaros no Reino Unido, recebendo os primeiros anéis de tamanho pequeno (números de 1 a 10) emitidos pelo esquema de marcação de pássaros britânicos de Harry Witherby em 1909. Ela também participou de uma anilhagem de curta duração no projeto Country Life. Na prática, ela parece ter feito pouco ou nenhum toque após o primeiro ano.
Ela parece ter estado em boa forma geral e foi descrita como sendo "bastante capaz com um punt ou rowing boat", mas ela sofreu crises de doença ao longo de sua vida, com um ataque notável no verão de 1907. A causa de sua doença é desconhecida, embora tuberculose tenha sido sugerida. Ela mantinha cachorros, principalmente Manchester Terriers, que ela treinava para expulsar pássaros para que pudesse contá-los.

## Últimos anos
Turner perdeu a visão dois anos antes de sua morte, em 13 de agosto de 1940, e uma operação para remover sua catarata não teve sucesso. A cirurgia fracassada e o advento da fotografia colorida, que ela acreditava que levaria ao esquecimento do trabalho de sua vida, fizeram com que seus últimos anos não fossem felizes.
Em seu testamento, ela solicitou que fosse cremada. Ela deixou seus materiais fotográficos para o BTO, e os direitos autorais de seu livro e 50 libras foram legados a seu sobrinho, Geoffrey Cater Turner. Seus barcos, móveis e muitos outros pertences pessoais foram deixados para sua sobrinha, Enid Mary Fowler. O resíduo de sua propriedade seria descartado por ambos. Ela também cancelou postumamente as 900 libras que seu irmão Frank lhe devia. Seu patrimônio foi avaliado em inventário em 3.031 libras.

## Legado

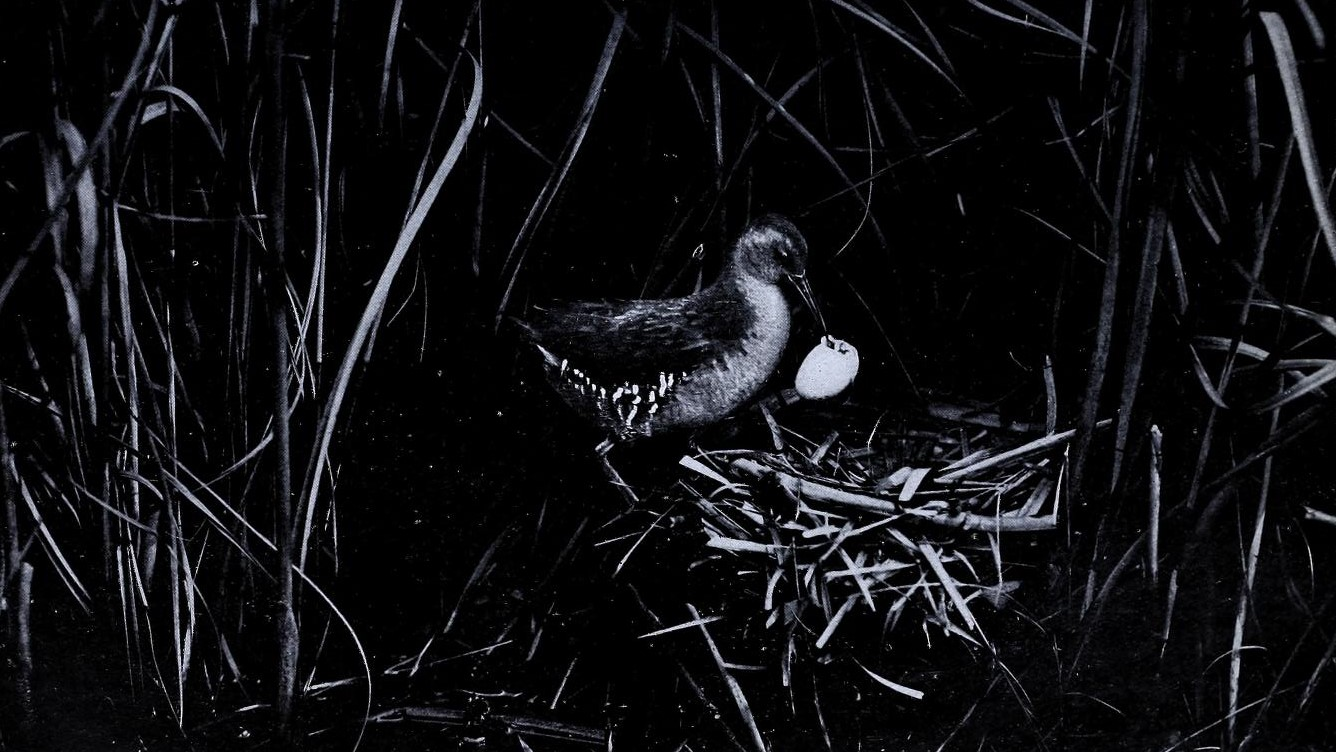
Trem aquático de Broadland Birds

Turner foi pioneira em seu trabalho fotográfico em termos de preparação, realizações e estética, e recebeu elogios de fotógrafos profissionais como William Plane Pycraft, que escreveu sobre Turner e um Sr. HB Macpherson como:
...combinando poderes excepcionais de observação e o uso hábil da câmera. Essa combinação em tão alto grau de perfeição é rara e exige ainda um terceiro elemento para alcançar o sucesso, ou seja, resistência sob condições extremamente difíceis.
Ela também foi respeitada por sua escrita, o que atraiu aplausos de jornais nacionais, incluindo The Daily Telegraph, Manchester Guardian e The Observer. The Observer, revisando Bird Watching on Scolt Head, elogiou o livro pelo conhecimento e comprometimento do autor, e disse sobre a qualidade da escrita: "É tão bom quanto qualquer coisa de A Viagem do Beagle". Seu livro, Broadland Birds, publicado em 1924, serviu de base para um programa de rádio sobre sua vida, Emma Turner; a life in the reeds, transmitido pela BBC em 2012, produzido por Sarah Blunt e com gravações sonoras de Chris Watson.